# 阿特斯法院
阿特斯法院（波蘭語：德語：）是位於波蘭城市格但斯克的一座建築，修建於中世紀時期。現在是格但斯克著名的觀光景點，也是格但斯克歷史博物館的分館之一。